# Gelders Geologisch Museum

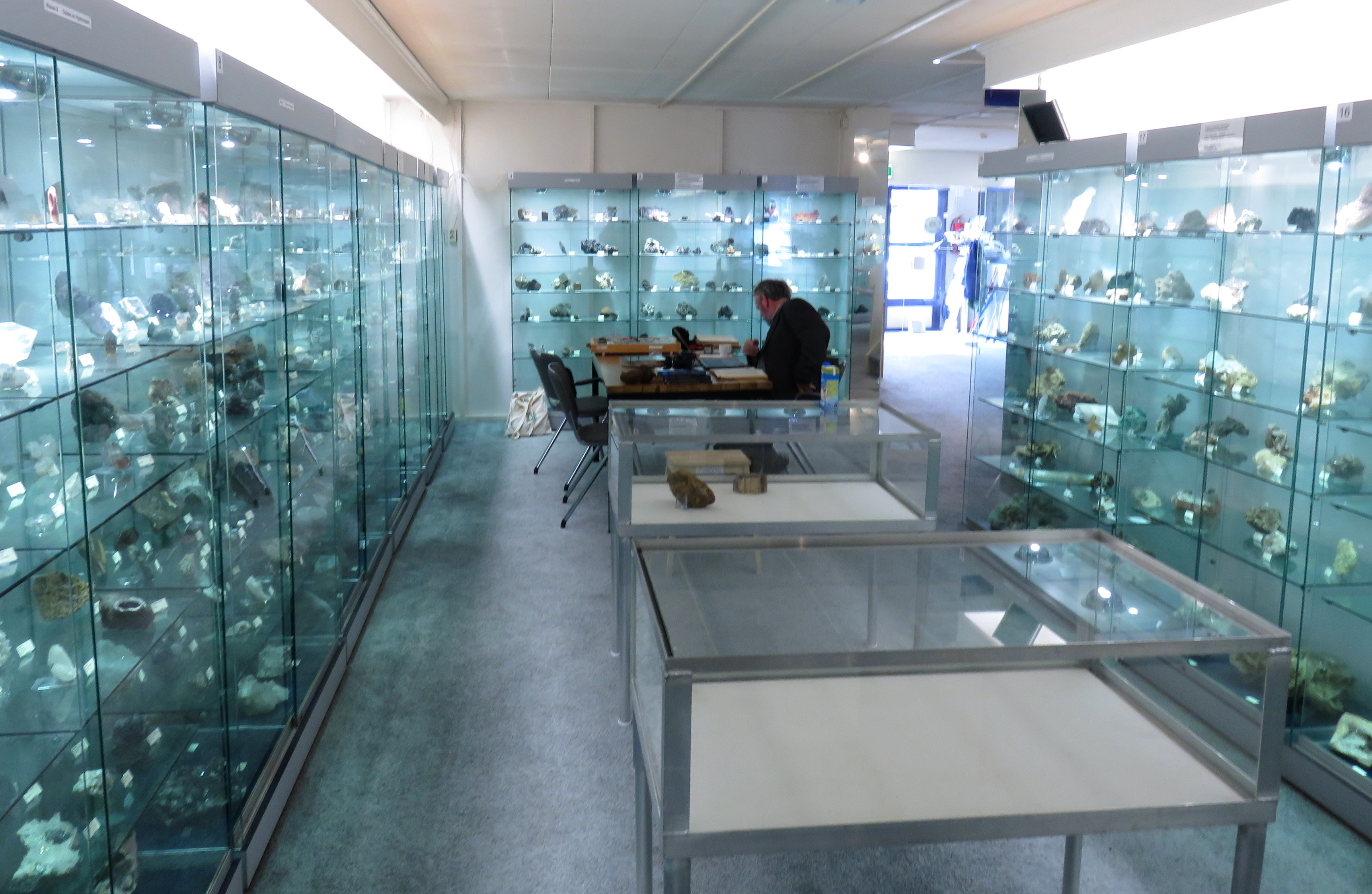
Ruimte met vitrines en werktafels

Het Gelders Geologisch Museum (GGM) in Velp, in de Nederlandse provincie Gelderland, is een museum dat zich richt op de geologie: het onderzoek naar de geschiedenis van de aarde en de processen die haar gevormd hebben en vormen. 
De collectie omvat vooral mineralen, fossielen en gesteenten. In het museum is veel informatie te vinden over de geologie van Gelderland. 
Het Gelders Geologisch Museum biedt onderdak aan de bibliotheek van de Nederlandse Geologische Vereniging. 

## Organisatie
Het Gelders Geologisch Museum is voortgekomen uit de particuliere collectie van Mr. F.B. (Fré) van Dam, die in zijn woonhuis en kelder in Rozendaal een enorme collectie mineralen en fossielen had bijeengebracht. Toen de collectie op een bepaald moment niet meer in zijn huis paste, kocht Van Dam het pand Parkstraat 32 in Velp, een voormalige opslag van tapijten met twee verdiepingen; sterk genoeg gebouwd om de collectie te kunnen huisvesten. De heer Van Dam, die in 2014 overleed, had reeds op 18 augustus 1995 gebouw en collectie in eigendom overgedragen aan de Stichting Gelders Geologisch Museum.
Sinds 2012 draait het museum geheel op een groep van ruim dertig vrijwilligers, die ervoor zorgt dat het museum zes dagen van de week van 12 tot 17 uur open is.
Het GGM is aangesloten bij de Museumvereniging en sinds 8 november 2000 opgenomen in het museumregister. Sinds 1 januari 2011 is in het museum de Museumkaart geldig. Het aantal bezoekers bedroeg in 2013 ongeveer 3.000.

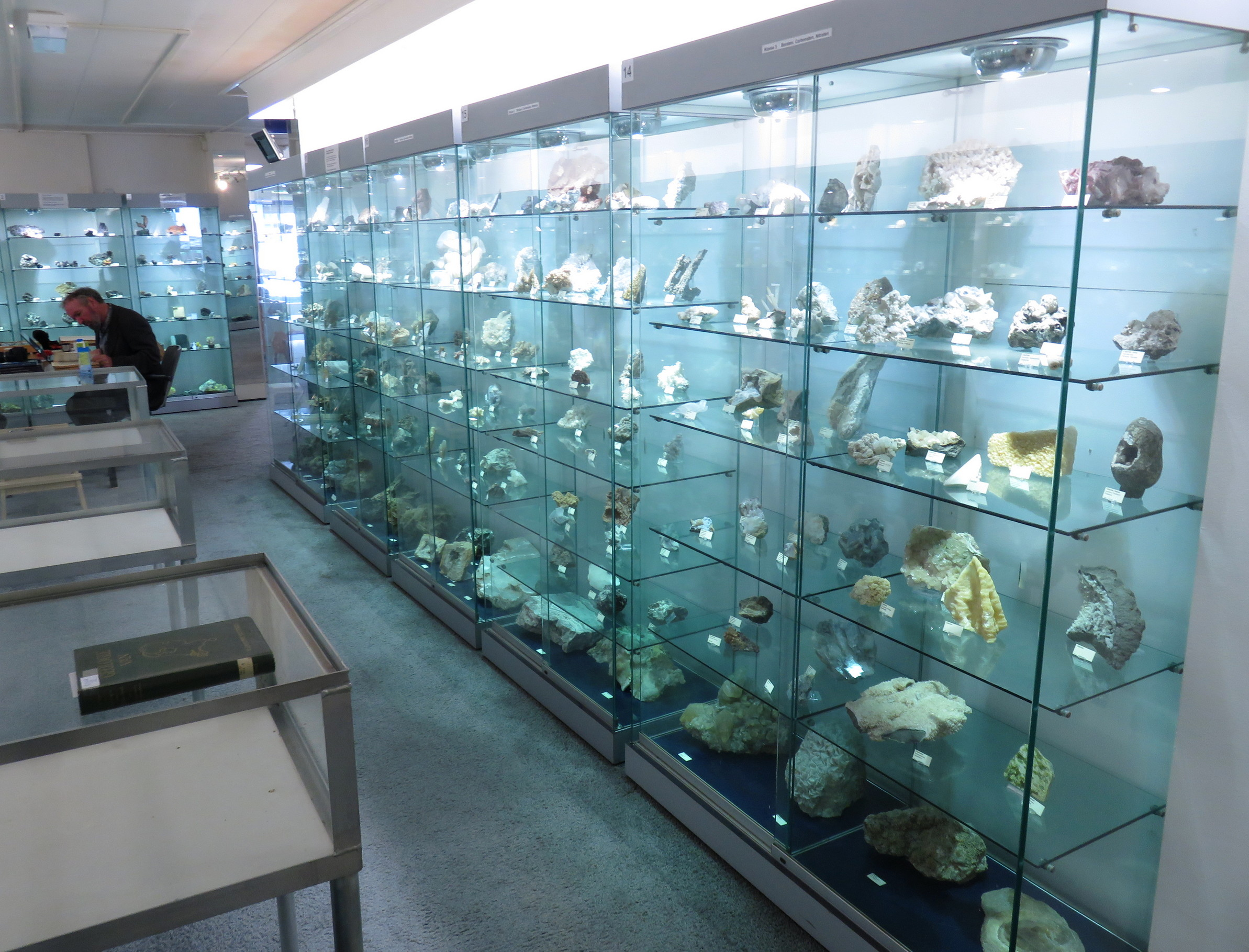
Vitrine met mineralen

## Collectie
De belangrijkste onderdelen van de collectie zijn: mineralen, fossielen en gesteenten en de geologie van Gelderland. 
De collectie omvat ook slijpplaatjes en zandmonsters.
De verzameling van Fré van Dam, die de basis vormt voor de museumcollectie, is inmiddels uitgegroeid door schenkingen (onder andere van andere musea in Gelderland) en aankopen. 
Bij de opheffing van de afdeling Geologie van de Wageningen Universiteit (WUR) zijn veel geologische objecten naar het GGM overgebracht.
De mineralen op de begane grond zijn op chemische verwantschap gerangschikt (classificatie van Strunz). Tot de bijzondere mineralen in de collectie behoren onder andere: Hübneriet uit Pasto Bueno (Peru), Stauroliet uit Corny (Frankrijk), Kyaniet (distheen) uit de Midden-Oeral (Rusland) en Pektoliet uit Zelechovské Údolí (Košťálov, Tsjechië).
Stenen, zwerfstenen en meteorieten bevinden zich op de eerste verdieping. Veel zwerfstenen zijn afkomstig uit Gelderland en aangrenzende gebieden en geven een goede representatie van de verschillende herkomstgebieden. 
Op deze verdieping is verder de collectie fossielen te zien, uiteenlopend van wormgangen van 500 miljoen jaar oud tot fossiele schelpen en botten uit het recente verleden. 
Hier bevindt zich ook de Gelderlandtentoonstelling, waar de vorming in Gelderland van stuwwallen door gletsjers in het Saalien aan de orde komt. In deze ijstijd zijn grote hoeveelheden zwerfstenen uit Scandinavië met het ijs meegevoerd.

## Wisseltentoonstellingen
Naast de permanente tentoonstellingen worden ook regelmatig tijdelijke tentoonstellingen georganiseerd, met onderwerpen als geologische rampen, agaten over de wereld, ammonieten, etc. Alles gelieerd aan de geologie.

## Educatie
Zowel voor (basis-)scholen, als voor groepen wandelaars en natuuronderzoekers kunnen op maat programma's worden aangeboden, over de wisseltentoonstelling of over (een onderdeel van) de vaste collectie.
Een deel van de ruimte op de bovenverdieping is ingericht als educatieve ruimte, waar onder begeleiding gebruikgemaakt kan worden van microscopen. 
Daarnaast is er een goed voorziene slijpruimte waar (op afspraak) stenen kunnen worden geslepen.
De collectie van het museum is in de loop van de tijd uitgegroeid tot een belangrijke referentie-collectie voor verzamelaars. 

## Winkel
In de museumwinkel is een grote hoeveelheid ruwe en bewerkte mineralen, gesteenten en fossielen te koop, alsook sierstenen. De winkel biedt ook artikelen aan die de verzamelaar nodig heeft, zoals gidsen, opbergdoosjes en loepen. 

## Bibliotheek
De bibliotheek in het Gelders Geologisch Museum bestaat uit twee deelcollecties:
- de eigen bibliotheek van het museum;
- de bibliotheek van de Nederlandse Geologische Vereniging (NGV).

Tijdens de openingstijden van het museum kunnen de boeken in de bibliotheek door iedereen worden geraadpleegd. Desgewenst kan deskundige hulp worden verleend. NGV-leden kunnen boeken lenen. De gezamenlijke catalogus van de bibliotheek van het museum en de NGV is online te raadplegen.
Overtollige boeken (en tijdschriften) worden verkocht.

## Vrienden van het Gelders Geologisch Museum
In 2014 is besloten het donateurschap van het museum een wat sprekender aanzien te geven en om te zetten in Vriend van het Gelders Geologisch Museum.
Vrienden van het museum hebben gratis toegang tot het museum, kunnen gratis lezingen en workshops bijwonen en deelnemen aan wandelingen en excursies. Ze krijgen vooruitnodigingen voor nieuwe tentoonstellingen en verkoopdagen en krijgen 10 % korting op aankopen in de winkel.